# ويليام الأول ملك صقلية
وليام الأول (1131 - 7 مايو 1166) والمعروف أيضًا بالسيء أو الشرير، كان الملك الثاني على صقلية وحكم منذ وفاة والده عام 1154 إلى وفاته. كان الابن الرابع لروجر الثاني وإلفيرا من قشتالة.